# 하시모토 리쿠토
하시모토 리쿠토(일본어: 橋本 陸斗, 2005년 4월 2일~)는 일본의 축구 선수이다.

## 구단 경력
그는 2021년 J2리그의 도쿄 베르디에 입단했다. 2023년 7월 J3리그의 YSCC 요코하마로 이적했다. 2024년까지 34경기에 출전하여, 1득점을 넣었다. 2025년 J1리그의 비셀 고베로 이적했다.